# Arctosa labiata
Arctosa labiata är en spindelart som beskrevs av I-Min Tso och Chen 2004. Arctosa labiata ingår i släktet Arctosa och familjen vargspindlar.
Artens utbredningsområde är Taiwan. Inga underarter finns listade i Catalogue of Life.